# The Angels (gruppo musicale statunitense)
Le The Angels sono state un girl group statunitense di musica pop, noto soprattutto per il loro successo del 1963 My Boyfriend's Back.
Cominciarono la loro carriera con il nome The Starlets, prima di cambiare nome nel 1962.

## Formazione

### Ultima
- Barbara Allbut Brown (nata il 24 settembre 1940 a Orange, New Jersey)
- Phyllis Allbut Sirico (nata il 24 settembre 1942 a Orange, New Jersey)
- Peggy Santiglia Davison (nata il 4 maggio 1944 a Belleville

### Ex componenti
- Bernadette Carroll
- Linda Jankowski Jansen
- Lynda Malzone Hailey
- Toni Mason
- Debra Swisher

## Discografia

### Album
- 1962 - ...And The Angels Sing
- 1963 - My Boyfriend's Back
- 1964 - A Halo to You
- 2008 - Love, The Angels

### Singoli
Starlets
- 1960 - P.S. I Love You / Where Is My Love Tonight
- 1960 - Romeo and Juliet / Listen for a Lonely Tambourine

Angels
- 1961 - Til / Moment Ago
- 1962 - Cry Baby Cry / That's All I Ask of You
- 1962 - Everybody Loves a Lover / Blow, Joe
- 1962 - I'd Be Good for You / You Should Have Told Me
- 1962 - A Moment Ago / Cotton Fields
- 1963 - Cotton Fields / Irresistible
- 1963 - My Boyfriend's Back / (Love Me) Now - prima posizione nella Billboard Hot 100 per 3 settimane
- 1963 - I Adore Him / Thank You and Goodnight
- 1964 - Wow Wow Wee (He's the Boy for Me) / Snowflakes and Teardrops
- 1964 - Little Beatle Boy / Java
- 1964 - Dream Boy / Jamaica Joe
- 1964 - The Boy from 'Cross Town / A World Without Love
- 1967 - What to Do / I Had a Dream I Lost You
- 1967 - You'll Never Get to Heaven / Go Out and Play
- 1967 - You're the Cause of It / With Love
- 1968 - The Modley / If I Didn't Love You
- 1968 - The Boy with the Green Eyes / But for Love
- 1968 - Merry Go Round / So Nice
- 1974 - Papa's Side of the Bed / You're All I Need to Get By